# Wanda Romaniuk
Wanda Zofia Romaniuk (ur. 2 kwietnia 1944) – polska okulistka, profesor medycyny. W okresie 2013–2016 konsultant krajowy w dziedzinie okulistyki. 

## Życiorys
Dyplom lekarski zdobyła w 1968 na Akademii Medycznej w Lublinie. Habilitowała się w 1993 na podstawie dorobku naukowego i pracy pod tytułem „Doświadczalna i kliniczna ocena dyskowej soczewki wewnątrzgałkowej w modyfikacji własnej”. W 2003 został jej nadany tytuł naukowy profesora nauk medycznych.
Była kierownikiem Katedry i Kliniki Okulistyki ŚUM oraz ordynatorem oddziału okulistyki dorosłych w Samodzielnym Publicznym Szpitalu Klinicznym nr 5 w Katowicach. Była też ordynatorem Oddziału Klinicznego Chorób Oczu w Wojewódzkim Szpitalu Specjalistycznym nr 5 w Sosnowcu. Pełniła ponadto funkcję prorektora ds. studiów i studentów ŚUM oraz wojewódzkiego konsultanta w dziedzinie okulistyki w woj. śląskim.
W 2008 wygrała konkurs na kierownika Kliniki Okulistycznej Śląskiego Uniwersytetu Medycznego (w konkursie wygrała m.in. z Marią Formińską-Kapuścik, Stanisławą Gierek-Ciaciurą oraz Edwardem Wylęgałą).
Członkini Polskiego Towarzystwa Okulistycznego (była wiceprzewodniczącą Towarzystwa, w 2010 weszła w skład zarządu głównego PTO). W lutym 2013 minister zdrowia Bartosz Arłukowicz powołał ją na stanowisko krajowej konsultantki w dziedzinie okulistyki. W listopadzie 2016 zastąpił ją na tym stanowisku Marek Rękas.
Zainteresowania badawcze W. Romaniuk dotyczą m.in. takich zagadnień jak: farmakologiczne i chirurgiczne leczenie jaskry, leczenie schorzeń siatkówki, patologia rogówki (w tym: przeszczepianie rogówki) oraz badania zmian soczewki oka.
Jest członkiem redakcji Kliniki Ocznej (organ PTO).

## Odznaczenia
Odznaczona Srebrnym i Złotym Krzyżem Zasługi (2001), Medalem Komisji Edukacji Narodowej oraz odznaką honorową „Za wzorową pracę w służbie zdrowia”.